# 백군기
백군기(白君基, 1950년 2월 12일 ~ )는 대한민국의 육군 대장으로 예편한 군인 출신 정치인이다. 제8대 용인시장이다.

## 이력
민주통합당 비례대표 8번으로 19대 국회의원에 당선됐다. 백군기는 박지원의 추천으로 공천을 받은 것으로 알려져 있다.
2018년, 제7회 전국동시지방선거에서 더불어민주당 후보로 용인시장 선거에 출마해 당선되었다.

## 학력
- 동화국민학교 졸업
- 살레시오중학교 졸업
- 광주고등학교 졸업
- 육군사관학교 29기 학사
- 육군보병학교 졸업
- 경남대학교 경영대학원 인사관리 석사

## 경력
- 육군 특수전사령부 제1공수여단장(육군 준장)
- 육군사관학교 생도대장
- 육군본부 감찰실 실장
- 육군 제31보병사단장(육군 소장)
- 육군대학 총장
- 육군 특수전사령관(육군 중장)
- 육군본부 인사사령관
- 2006.11 ~ 2008.03: 제21대 육군 제3야전군 사령관(육군 대장)
- 2008.05 ~ 2012.05: 부천대학교 사회교육원 초빙교수
- 2012년 4월 11일: 대한민국 제19대 국회의원 선거 당선(비례대표, 민주통합당, 초선)
- 2012.05 ~ 2016.05: 제19대 국회의원(비례대표, 민주통합당→민주당→새정치민주연합→더불어민주당, 초선)
  - 2012.07 ~ 2014.05: 제19대 국회 전반기 국회운영위원회 위원
  - 2012.07 ~ 2016.05: 제19대 국회 전·후반기 국방위원회 위원
  - 2014.06 ~ 2015.05: 제19대 국회 후반기 예산결산특별위원회 위원
  - 2014.10 ~ 2016.05: 제19대 국회 후반기 국회운영위원회 위원
- 2013.03 ~ 2018.02: 민주통합당→민주당→새정치민주연합→더불어민주당 경기도당 용인시 갑 지역위원회 위원장
- 2012.05 ~ 2014.05: 민주통합당→민주당→새정치민주연합 원내부대표
- 2014.10 ~ 2016.05: 새정치민주연합→더불어민주당 안보담당 원내부대표
- 2016.06 ~ 2018.01: 민주연구원 국방안보센터 센터장
- 2017.09 ~ 2018.08: 용인대학교 객원교수
- 2018.02 ~ 2019.01: 더불어민주당 국방안보특별위원장
- 2018년 6월 13일: 제7회 전국동시지방선거 당선(민선 7기, 경기도 용인시장, 더불어민주당, 초선)
- 2018.07 ~ 2022.06: 제8대 경기도 용인시장(민선 7기, 더불어민주당, 초선)
- 2023.10 ~ : 더민주전국혁신회의 운영위원
- 2024.01 ~ 2024.02: 제22대 국회의원 선거 경기 용인시 갑 더불어민주당 국회의원 예비후보

## 논란

### 정치자금법 위반
제7회 지방 선거를 앞둔 2018년 1월 5일부터 4월 3일까지 용인시 기흥구 동백동에 선거사무실과 유사한 사무실을 차려놓고(공직선거법 위반) 유권자들에게 문자메시지를 발송하는 등 불법 선거운동을 한 혐의(공직선거법 위반), 또 지인이 쓰던 사무실을 월세 588만 2516원을 지불하지 않고 무상으로 사용한 혐의(정치자금법 위반)로 불구속 기소되었다. 2019년 5월 23일 수원지법에서 열린 1심에서 정치자금법 위반 혐의에 대해 벌금 90만 원, 추징금 588만 2516원을, 공직선거법 위반 혐의 2건에 대해 모두 무죄를 선고받았다. 2019년 9월 19일 수원고법에서 열린 2심에서도 원심이 유지되었다. 2019년 12월 12일 대법원에서 원심이 확정되어 시장직을 유지하게 되었다.

## 수상
- 2020년 제1회 대한민국 헌정대상

## 역대 선거 결과
|  | 36.45% |

|  | 36.30% |

|  | 53.72% |

|  | 44.62% |

## 소속 정당
| 소속 정당 | 소속 정당      | 소속 기간 | 비고      |
| --------- | -------------- | --------- | --------- |
|           | 민주통합당     | 2012~2013 | 정계 입문 |
|           | 민주당         | 2013~2014 | 당명 변경 |
|           | 새정치민주연합 | 2014~2015 | 합당      |
|           | 더불어민주당   | 2015~현재 | 당명 변경 |

## 같이 보기
- 대한민국의 육군특수전사령관
- 대한민국의 제3야전군사령관
- 대한민국 제19대 국회의원 선거 민주통합당 후보 목록#비례대표
- 용인시장